# جليزا 754
جليسي 754 هو نجم قزم أحمر من نوع طيفه M4.5V في كوكبة المرقب لديه قدر ظاهري 12.23 و يبعد عن الأرض حوالي 19.3 سنة ضوئية . وهو واحد من مئات النجوم القريبة من النظام الشمسي. أظهرت حسابات على مداره حول درب التبانة و تبين ان المسار له سلوك غريب، ويشير هذا على أنه قد يكون جرم ذو قرص سميك .